# Steven Feld
Steven Feld (Filadelfia, Pensilvania, 20 de agosto de 1949) es un etnomusicólogo, antropólogo y lingüista estadounidense que trabajó durante muchos años con el pueblo Kaluli (Bosavi) de Papúa Nueva Guinea. Obtuvo una beca MacArthur en 1991.

## Carrera académica
Feld estudió antropología en la Universidad Hofstra, graduándose en 1971. Viajó por primera vez al territorio Bosavi en 1976, acompañado del antropólogo Edward L. Schieffelin. Con su trabajo allí completó su tesis doctoral (publicada más tarde como el libro Sonido y sentimiento) en la Universidad de Indiana en 1979 en antropología, lingüística y etnomusicología.
Feld trabajó en las décadas de 1980 y 1990 en Papúa Nueva Guinea para investigar la música de Bosavi, la ecología de la selva tropical y la poética cultural. Ha impartido clases en la Universidad de Columbia, la Universidad de Nueva York, la Universidad de California en Santa Cruz, la Universidad de Texas en Austin y la Universidad de Pensilvania. Desde 2003 es profesor de antropología y música en la Universidad de Nuevo México. Desde 2001, ha ocupado también un puesto visitante en la Academia Grieg de la Universidad de Bergen, Noruega, como profesor de música del mundo.
En 2002, fundó el sello VoxLox, «el arte sonoro documental que defiende los derechos humanos y la ecología acústica». Su libro más reciente, Jazz Cosmopolitism in Accra (2012), se basa en cinco años de investigación y colaboración en Acra, Ghana.

### Mimesis esquizofónica
«Mimesis esquizofónica» es un término acuñado por Feld que describe la separación de un sonido de su fuente y su recontextualización en otra cultura. El término se compone de dos partes: esquizofonía y mimesis. En primer lugar, la esquizofonía, un término acuñado por el compositor canadiense R. Murray Schafer, se refiere a la división entre un sonido original y la reproducción de este sonido, ya sea en una grabación o una canción. Por ejemplo, cualquier grabación de sonido, la radio y el teléfono son máquinas de esquizofonía, en el sentido de que todos separan el sonido de su fuente original; en el caso de la radio, la fuente de un programa de radio de Nueva York es de Nueva York, pero un oyente en Los Ángeles escucha los sonidos de Los Ángeles. En segundo lugar, la mimesis describe una imitación o representación de ese sonido separado en otro contexto. Por ejemplo, se ha producido mimesis si se coloca la grabación del gorgoteo de un bebé en una canción.

## Obras
- Jazz Cosmopolitanism in Accra: Five Musical Years in Ghana. Duke University Press, 2012
- Sound and Sentiment: Birds, Weeping, Poetics, and Song in Kaluli expression. University of Pennsylvania Press, 1982, 2nd ed. 1990; basado en su tesis doctoral
- (con Charles Keil) Music Grooves. University of Chicago Press, 1994
- (con Keith Basso, como eds.) Senses of Place. School of American Research Press, 1996
- (con Bambi B. Schieffelin y otros) Bosavi-English-Tok Pisin Dictionary. Australian National University, Pacific Linguistics C-153, 1998
- (con Dick Blau, Charles Keil, y Angeliki V. Keil) Bright Balkan Morning: Romani Lives and the Power of Greek Music in Macedonia. Wesleyan University Press, 2002 Website ISBN 978-0-8195-6488-7
- (con Virginia Ryan) Exposures: A White Woman in West Africa Voxlox Publication, 2006

## Grabaciones
- Music of the Kaluli. Institute of Papua New Guinea Studies, 1981
- The Kaluli of Papua Nugini: Weeping and Song. Bärenreiter Musicaphon, 1985
- Voices of the Rainforest. Rykodisc, 1991
- Rainforest Soundwalks: Ambiences of Bosavi, Papua New Guinea. Earth Ear, 2001
- Bosavi: Rainforest Music from Papua New Guinea. Smithsonian Folkways, 2001
- Bells and Winter Festivals of Greek Macedonia. Smithsonian Folkways, 2002